# John Alfred Arnesby Brown
John Alfred Arnesby Brown, född 1866 och död 1955 var en brittisk målare.
Brown framträdde på åtskilliga utställningar med naturbilder, särskilt från det engelska slättlandskapet, oftast med djurstaffage, i en stämning som erindra om det franska paysage intime. Brown åtnjuter anseende som en av Englands främsta landskapsmålare.